# Furioso (1950)
Furioso (Alternativtitel: Kreuzweg der Leidenschaften und Opfer des Herzens) ist ein im norddeutschen Künstlermilieu spielendes, deutsches Filmmelodram aus dem Jahre 1950. Unter der Regie von Johannes Meyer, dessen letzte Kinoinszenierung dies war, spielten Ewald Balser, Peter van Eyck und Kirsten Heiberg als die Frau zwischen zwei Männern die Hauptrollen.

## Handlung
Hamburg, zu Beginn der 1950er Jahre. Professor Soldin, ein berühmter Musiklehrer, geht ganz in seiner Kunst auf. Besondere Freude macht ihm das Talent seines Lieblingsschülers Peter von Rhoden. Das Verhältnis der ebenso grundverschiedenen wie unterschiedlich alten Männer wird stark getrübt, als sich eines Tages Isa Soldin, die deutlich jüngere Gattin des Professors, in den schmucken Nachwuchsmusiker Peter verliebt. Dieser ist ebenfalls nicht abgeneigt, und so beginnen die beiden eine stürmische Affäre. Als Professor Soldin dahinterkommt, ist sein Vertrauensverhältnis zu seinem einstigen Musterschüler schwerst getrübt. Soldins Gattin Isa verlässt schließlich ihren Mann, in der Hoffnung, mit Peter ein neues, ein gemeinsames Leben aufbauen zu können.
Doch Soldin weiß das Private vom Beruflichen zu trennen und bleibt im Hintergrund weiterhin die fördernde Hand des jungen Rhoden. Der macht derweil Karriere als glänzender Pianist und Dirigent – Ruhm, der nicht zuletzt auf der Ausbildung durch Soldin fußt. Doch Peter von Rhoden dringt ein zweites Mal, wenn auch nunmehr ungewollt, in das Leben des Professors ein. Doch dieses Mal hat es katastrophale Folgen. Von Rhoden hat durch sein Handeln die stille Liebe seines Gönners und Meisters zu einer seiner jungen Schülerinnen zerstört, sodass er Soldin als gebrochenen Mann zurücklässt, der nur noch im Freitod einen Ausweg sieht. Rhoden hat sich nämlich ebenfalls in die talentierte Berufskollegin verliebt. Isa Soldin erkennt, dass sie Peter nicht halten kann, und beschließt, ihren Geliebten ziehen zu lassen.

## Produktionsnotizen
Furioso entstand Mitte 1950 in den Hamburger Filmateliers von Wandsbek und Rahlstedt sowie mit Außenaufnahmen in Grömitz und in der Hamburger Musikhalle. Die Uraufführung fand am 10. November 1950 in Hildesheim, statt, Berliner Premiere war am 21. November desselben Jahres.
Willi Wiesner, dessen erster Film dies für seine eigene Firma, die Hamburger Rondo-Film, war, übernahm auch die Produktionsleitung. Hans Ledersteger entwarf die von Ernst Richter umgesetzten Filmbauten. Conny Carstennsen war Aufnahmeleiter.

## Kritik
Das Lexikon des Internationalen Films urteilte knapp: „Banales, schein-tragisches Melodram, das durch die ansehnlichen musikalischen Darbietungen kaum genießbarer wird.“